# إدوين هابل
إدوين بويل هابل (بالإنجليزية: Edwin Hubble)‏ (20 نوفمبر 1889 - 28 سبتمبر 1953)، فلكي أمريكي له دور كبير في إستكشاف الفضاء الخارجي، عاش في شيكاغو ودرس الثانوية فيها، وكان طالبا عاديا وكان محبا للرياضة ومتفوقا في القفز العالي بدأ دراسته الأكاديمية في دراسة القانون في جامعة أكسفورد في بريطانيا إلا انه ترك الدراسة هناك معتقدا بأن هذه الدراسة لا ترضي طموحه حيث كانت رغبته في دراسة الفلك.ويعتبر واحدا ممن ساهموا في تطوير علم الكون الفيزيائي في القرن العشرين. وأثبت أن المجرات ليست ثابتة في الكون، بل كلها يتحرك ويبتعد عنا. بذلك أثبت أن المجرات تتباعد عن بعضها البعض بسرعة متناسبة مع ابتعادها، وسميت هذه العلاقة بقانون هابل سنة 1929، والذي ساهم كثيراً في اعتماد نظرية الانفجار الكبير.
{\displaystyle v=H_{0}D\ }
حيث:

{\displaystyle H_{0}} هو ثابت هابل. 

{\displaystyle D} هي المسافة.

{\displaystyle v} هي السرعة وتقاس غالبا بالكيلومتر في الثانية.
وبالرغم من أن هذا القانون قد تم اكتشافه مسبقا بواسطه الفلكي البلجيكي جورج لومتر الذي نشر أعماله في جريدة أقل شهرة. إلا أن القانون نسب إلى هابل.
ويعرف إدوين هابل أيضا بتقديمه أدلة على وجود سدم ومجرات أخرى عدا المجرة اللبنية. وبذلك فقد أكمل أعمال الفلكي الأمريكي فيستو سليفر الذي بدأ عملية البحث قبله بعقد تقريبا. وسمى مرصد هابل الفضائي على اسمه تكريما لأبحاثة وأعماله.ويوجد نموذج مصغر للمرصد في بلدته الأم مارشفيلد، ميزوري.

## السيرة الشخصية
ولد هابل لفرجينا لي هابل (ني جيمس) (1864_1934)  وجون بويل هال الذي كان يعمل في بيع شهادات التأمين في مارشفيلد، ميزوري وانتقل إلى ويتون بولاية إلينوي عام 1900. ثم إلى شيلبيفيل بولاية كنتاكي في عام 1909 .
لم يكن في حياه هابل الأولى على الرغم من تأثيرة الكبير في الفلك الحديث ما يشير إلى أنه سيختار الفلك مهنة له، فعند انتقال الأسرة أخيرا إلى شيكاغو حيث إنتسب إدوين إلى مدرسة ثانوية وفاز هناك لكونه طالبا مميزا ورافع أثقال ممتاز بمنحة دراسية إلى جامعة شيكاغو وفيها إطلع على الفلك مع الفيزيائي الحاصل على نوبل روبرت ميليكان والفلكي جورج هيل ولا شك بأن هابل قد تأثر بهذين الرجلين لأنه تفوق في الرياضيات والفلك. ففي عام 1906 فاز إدوين هابل بالمركز السابع في سباق المضمار وبالمركز التالت في سباق الميدان، وفي عام 1907 قاد فريق جامعة أكسفورد في السلة للحصول على أول لقب لهم ، هذا بالإضافة إلى أنه كان ملاكما وأنه كان في هذا الميدان يعد بمستقبل احترافي زاهر. حتى لقد حاول أحد المتعهدين تنظيم قتال بينه وبين بطل الوزن الثقيل جاك جونسون إلا أن جميع الخطط التي كان يمكن أن يسير عليها هابل ليتابع الملاكمة إنقطعت عندما فاز بمنحة رودس في عام 1910 للدراسة في كلية الملكة في أوكسفورد.
وعلى الرغم من خلفية هابل الأكاديمية العلمية فقد فضل دراسة القانون في أوكسفورد لأنه كان مهتم بتطوير النظام التشريعي الأنكلو أمريكي مما دفعه إلى أخذ مهنة التشريع مأخذ عند عودته إلى الولايات المتحدة عام 1913 وهو نفس العام الذي توفى فيه والده، وبعد أن قبل في مهنة المحاماة وافتتح مكتبا في كنتاكي  ولكن سرعان ما إكتشف بأن هناك فارقا كبيرا بين الدراسة الأكاديمية للقانون وصعوبات متابعة الشؤؤن القانونية والتعامل مع الزبائن ، فهو لم يكن في الحقيقة يتهم بكثيرا بتطبيقات القانون العملية لذلك قرر بأن مهنة المحاماة لم تخلق له وعاد إلى الفلك مجاله الأصلي.

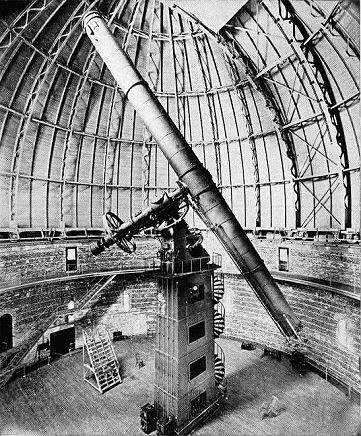
صورة للمقراب العاكس ذو المئة بوصة في مرصد يركس عام 1897.

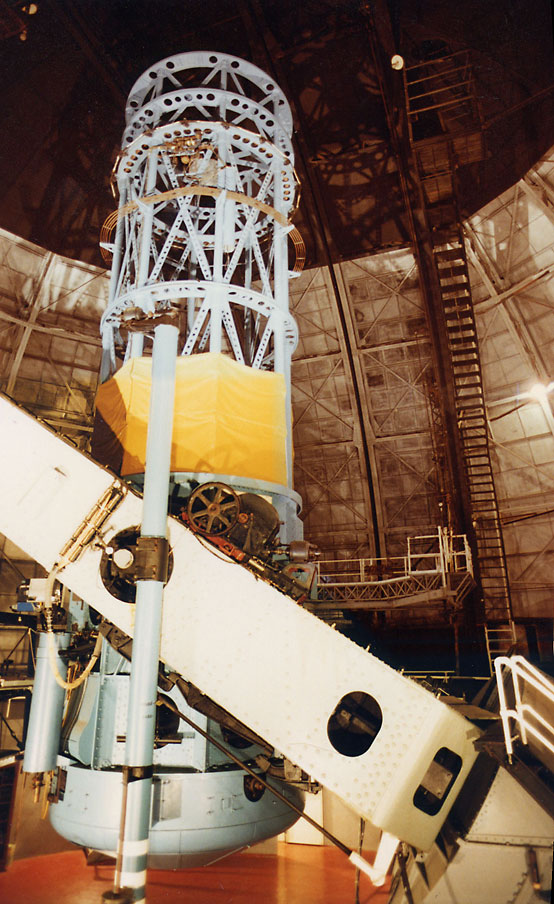
مرصد هوكر الذي تم استعماله لاكتشاف التوسعات الجديدة في الكون 100-بوصة (2,500 مليمتر)، مرصد جبل ويلسون

وفي عام 1914 عاد هابل كطالب مجاز إلى مرصد يركس Yerkes في شيكاغو وبحث هناك تصنيف السدم، فأعجب جورج هيل بعمله ودعاه لأن ينضم إليه في مرصد جبل ولسون حيث كان المقراب العاكس ذو المئة بوصة قيد البناء، وما إن اطلع هابل على الاكتشافات العديدة القيمة التي يتوقع الحصول عليها عندما يصبح المقراب الجديد جاهزا للعمل حتي قبل عرضه. ولكن في ذلك الوقت دخلت الولايات المتحدة الحرب العالمية الأولى قبل أن يتمكن من بدء عمله الفلكي وبدأت بتجنيد ما أصبح في فرنسا جيشا مؤلفا من مليوني جندي، وظل هابل فيما وراء البحار مدة عامين قبل أن يعود إلى الولايات المتحدة عام 1919 وإلتحق عندئذ بصديقه هيل في مرصد جبل ويلسون.
وعند اندلاع الحرب العالمية الثانية عام 1939 ترك هابل الفلك ليصبح رئيسا لقسم القذائف ومديرا للنفق الهوائي فوق الصوتي في منطقة الاختبارات في ابردين وبقى حتى عام 1946. ثم ترك خدمة الحكومة وعاد إلى كاليفورنيا ليساعد في الإشراف على صنع مقراب هيل العاكس ذي المئتي بوصة الذي صمم لصالح مرصد بالومار. وفي عام 1949 أصبح هذا المقراب جاهزا للاستخدام وكان إدوين هابل هو أول فلكي يستخدمة.وقد قام مقراب هابل بتوسيع حجم الكون المشاهد ألف مرة ودعم من جديد الأدلة التي ذكرها هابل عن الكون المتوسع المتناحي.
وعلى الرغم من تربية هابل المسيحية، إلا انه أصبح لاأدري (لاغنوسنتي) في أواخر أيامه.
أصيب إدوين هابل بنوبة قلبية أثناء اجازته في كولورادو في يوليو 1949 . واعتنت به زوجته جراسي هابل وعاش بقية حياته على نظام غذائي محدد وجداول للعمل. وفي 28 سبتمبر 1953 توفى في سان مارينو بكاليفورنيا نتيجة إصابته بجلطة في المخ. ولم تقام له جنازة، ولم تكشف زوجته ابدا عن مكان دفنه.

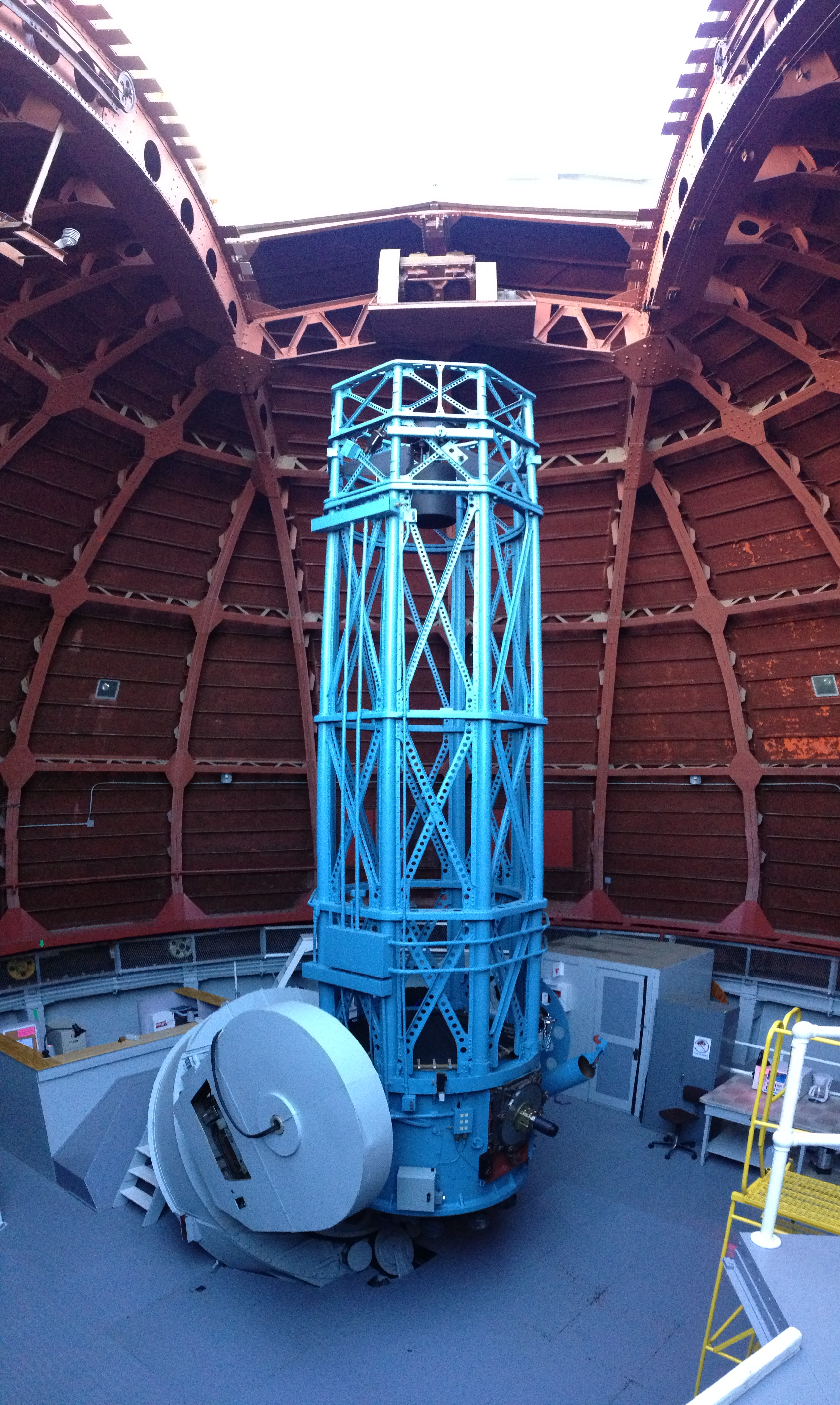
مقراب الستين بوصة في جبل ويلسون، والذي إستخدمه هابل في أبحاثة الأولى عن تكوين المجرات

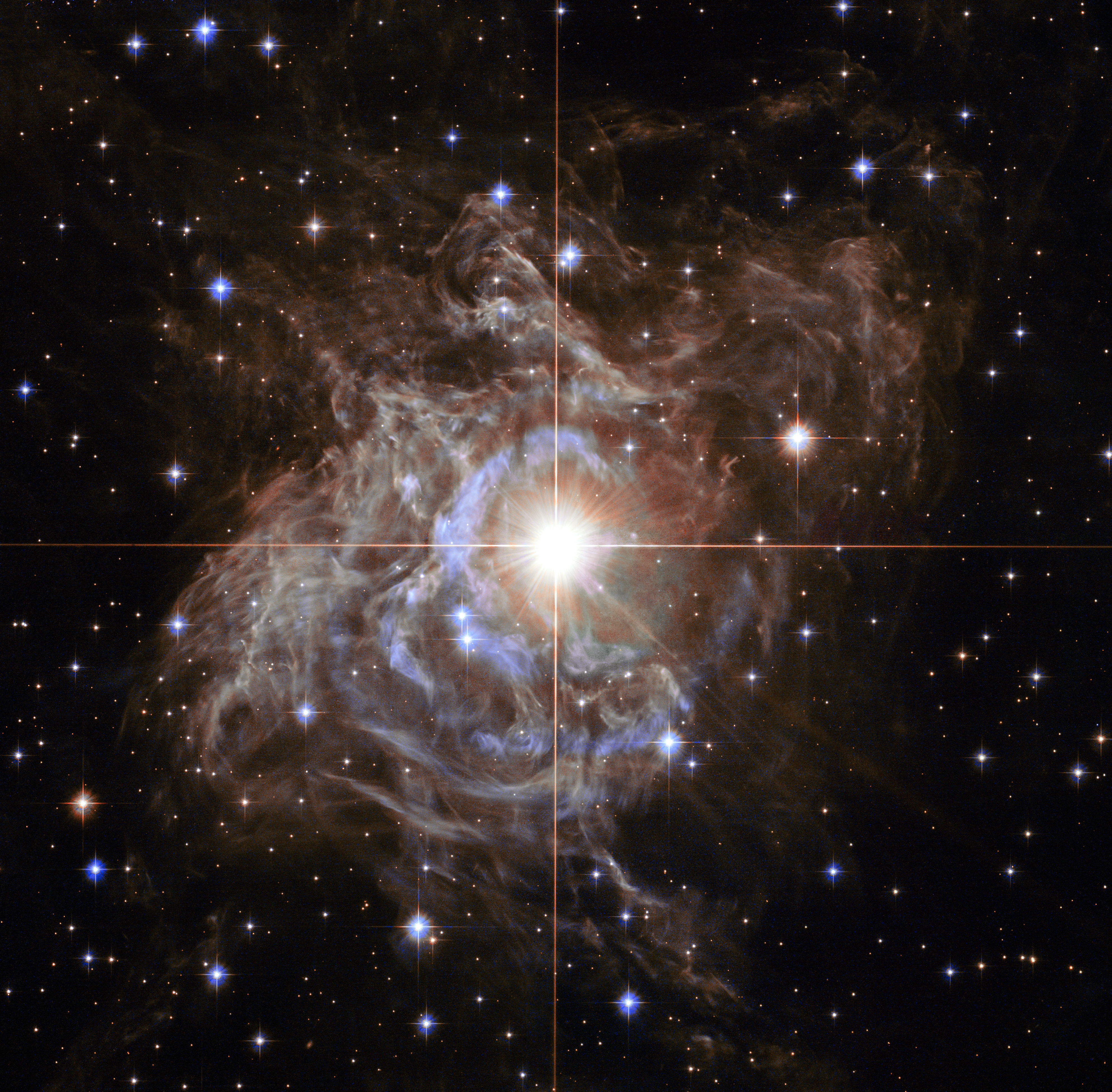
النجم RS Puppis أحد أشد النجوم لمعانا من نوع متغير قيفاوي في مجرة درب التبانة ؛ صورة من تلسكوب هابل الفضائي

### الاكتشافات
كانت أبحاث هابل الأولى عن تكوين المجرات بواسطة مقراب الستين بوصة في جبل ويلسون قد حفزته إلى طرح نظام تصنيفي يميز السدم المجرية من غير المجرية. فاكتشف العديد من السدم الكوكبية الجديدة والنجوم المتغيرة، ولكن أهم نتيجة لأبحاثه المبكرة هي المتعلقة بأصل الإشعاع الآتي من السدم المجرية المنتشرة، ولكن ما إن أصبح مقراب المئة بوصة جاهزا حتى بدأ هابل بإجراء بحث مركز مجهد لتحديد طبيعة السدم الواقعة خارج درب التبانة وتركيبها.

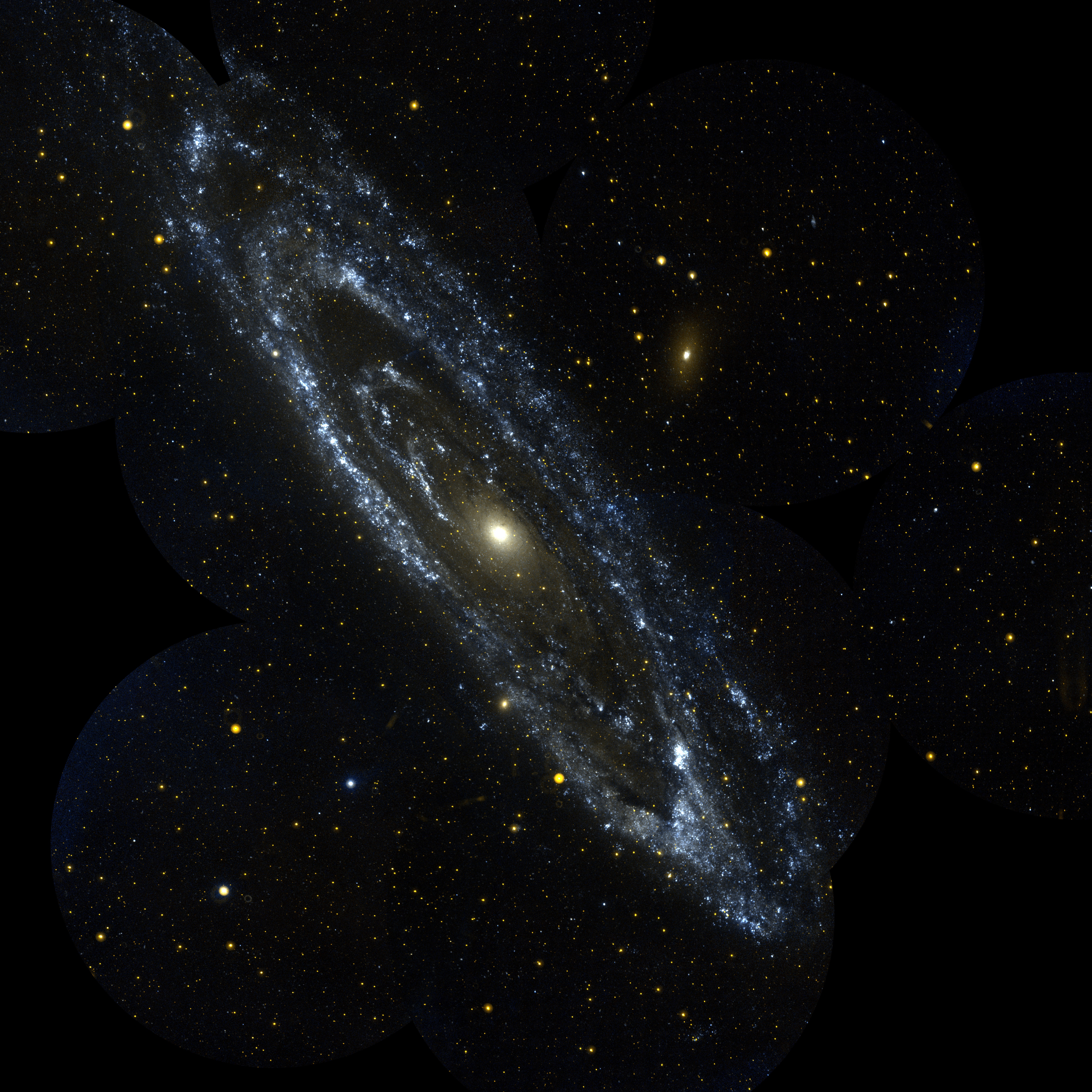
مجرة المرأة المسلسلة (السديم M31)، النواة في الوسط والأذرع الحلزونية تشكل قرصا، وتُرى تجمعات نجمية كروية حول القرص.

لم تكن لدى علماء الفلك آنذاك طريقة لحساب عمر الكون، ولم يكونوا واثقين من وجود أي شيء أبعد من مجرة درب التبانة (أو الطريق اللبني) الذي تكوّن المجموعة الشمسية جزءا منه، ولكن هابل اكتشف في عام 1924 أن هناك المزيد من المجرات (فهناك في الحقيقة المليارات من المجرات), حيث أثبت أن الكون يتمدد مع الوقت بقيمة ثابتة، وهذا ما تقول به أهم نظريات نشأة الكون وهي نظرية الانفجار العظيم، حيث صححت صورة الكون الساكن ذي الحجم المحدود المستقر.
بينما كان اكتشاف هابل الأول هو نجم متغير من النوع القيفاوي (السيفيد Cepheid)، في السديم M31 في تصنيف ميسييه (Messier) مفيدا جدا لجهوده التالية في رسم خريطه الكون المرئي إذ يمكن استخدام هذا النجم المتغير في تعيين أبعاد السدم الخارجية عن الأرض. وقد قدر هابل فعلا بعد دراسة الصور الفوتوغرافية لعدد من النجوم القيفاوية المتغيرة، أن السديم M31 يقع على بعد يقرب من مليون سنة ضوئية خارج مجرة درب التبانة وأنه بالتالي جزيرة كونية منعزلة. 

وبذلك أثبت الإعلان الرسمي عن اكتشاف هابل عام 1942 الصورة الجديدة لالكون ، وهو أنه مؤلف من مجموعة من مئات الملايين من هذه الجزر الكونية وكان النقاش الحاد قد قسم الفلكيين فبعضهم كان يجادل لصالح كون فيه العديد من الجزر الكونية والآخرون يؤكدون أن درب التبانة هو المجموعة النجمية الوحيدة في الفضاء التي لها شأن غير أنه بتطوير الأدوات الجديدة كالمقراب العاكس ذي المئة بوصة في جبل ويلسون تبين بوضوح أن وجهة نظر الفئة الأولى هي الصحيحية.
شهرة «هابل» أتت من كونه أول من اكتشف أن مجرة أندروميدا (بالتصنيف الفلكي M31) تقع خارج مجرتنا ولا تتبعنا وبأنها مجرة مستقلة عن مجرتنا تماما ً. وقد استغل هابل ظاهرة الانزياح الأحمر لطيف المجرات على أنه ظاهرة دوبلر ووجد أن الانزياح الأحمر يتزايد بتزايد بعد المجرات عن الأرض. وهذا معناه أن المجرات ليست ثابتة في الكون، بل كلها يتحرك ويبتعد عنا. بذلك أثبت أن المجرات تتباعد عن بعضها البعض بسرعة متناسبة مع ابتعادها، وسميت هذه العلاقة بقانون هابل سنة 1929. هذا القانون ساهم كثيراً في اعتماد نظرية الانفجار الكبير.
- يقدر معامل هابل لتمدد الكون 71 كيلومتر في الثانية لكل 1 ميجابارسيك، حيث 1 بارزيك = 3 و 3 ملايين سنة ضوئية.
- باستخدام معامل هابل استطاع العلماء تقدير عمر الكون منذ الانفجار العظيم ب 13 إلى 5 و 14 بليون سنة.

صورة للمجرة الحلزونية م81.

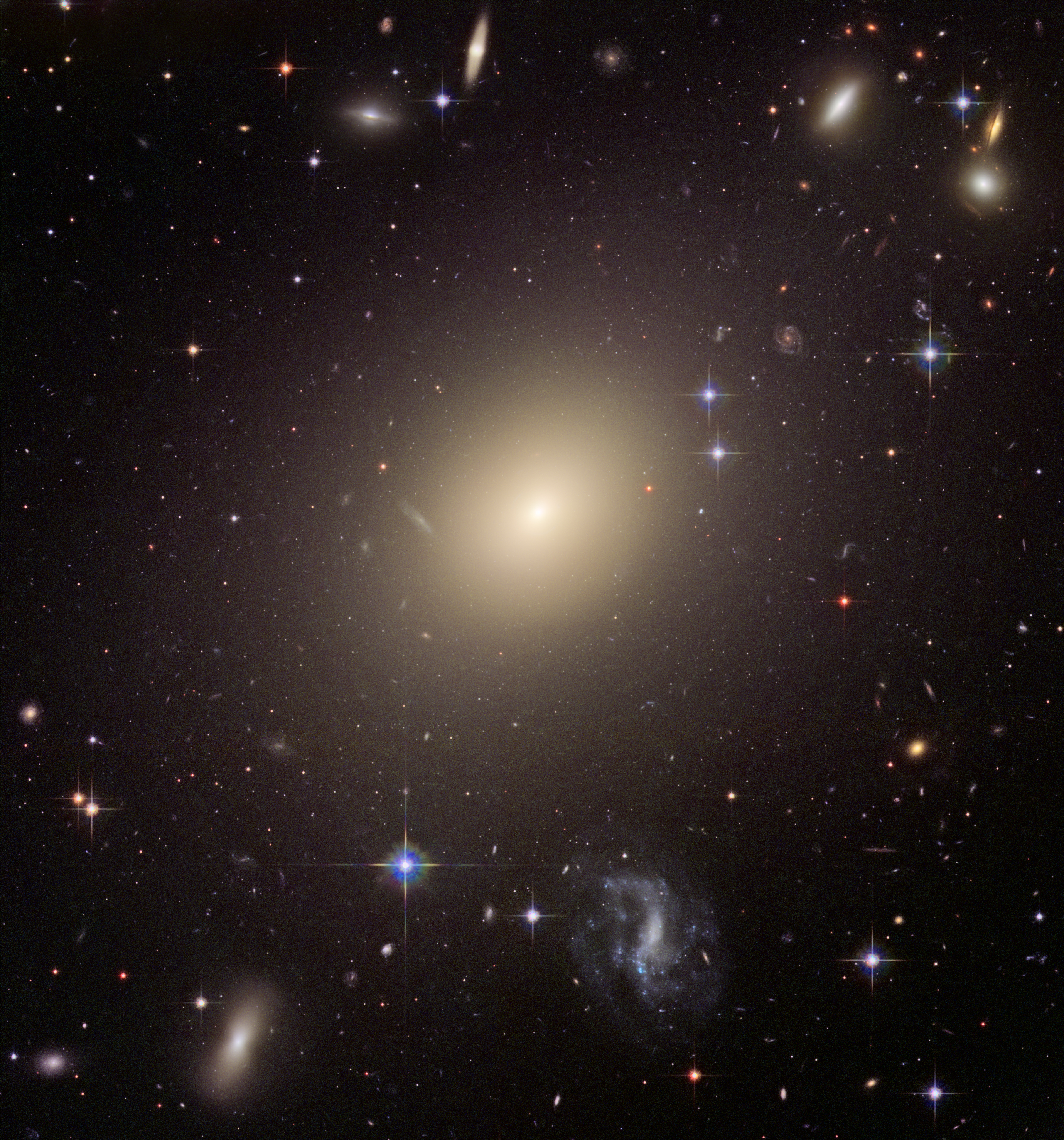
المجرة الإهليلجية العظمى ESO 325-G004.

وفي عام 1925 كشف هابل النقاب عن مخططه في تصنيف المجرات فظل هذا التصنيف الدليل المعياري للتكوينات المجرية. وقد بينت أبحاث هابل أن لمعظم المجرات درجة من التناظر الدوراني، ولذلك قسم جميع المجرات إلى صنفين المنتظمة وغير المنتظمة، وفيما بعد قسم المنتظمة إلى فئة الحلزونية وفئة الإهليلجية. وهكذا أفاد مخطط تصنيف هابل في إيجاد نظام ذي شأن في ذلك التشوش الذي أحبط الجهود السابقة التي بذلت لفهم بنية المجرات.

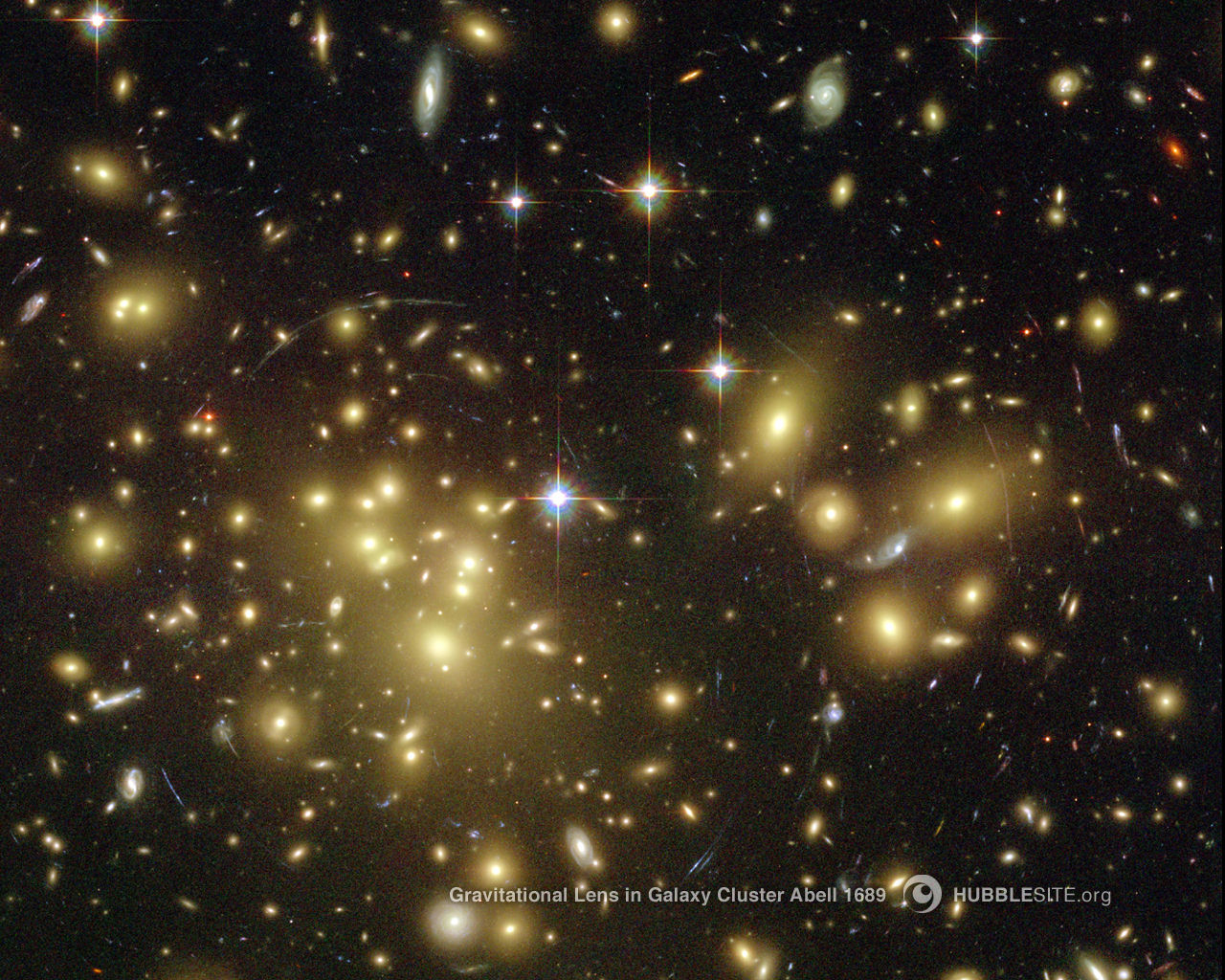
العناقيد المجرية

وبعد أن أثبت هابل أن المجرة هي وحدة الكون الأساسية وقدم قائمة مقبولة عالميا بأنواع المجرات، راح يبحث عن منهج موثوق لحساب الأبعاد حتى طرف الكون المرصود، فعاد في البدء إلى نجومة القيفاوية المتغيرة الموثوقة التي مكنته من توسيع دائرة مسافات المجرات الخارجية إلى مسافة تبلغ نحو 6 ملايين سنة ضوئية فقط، ولكنه اعتمد في السنوات القليلة التالية على شدة ضياء العناقيد المجرية لكي يقيس المسافات ووسع الكون المرصود توسيعا كبيرا إلى مسافة تقرب من ربع مليار سنة ضوئية.
وقد هيأت بحوث هابل هذه في أبعاد المجرات الفرصة لأعظم إنجازاته ونعني به قانون تناسب المسافات بين المجرات مع سرعتها في اتجاه هذة المسافات، إذ بين عمله السابق أنه كلما بعدت المجرات عن درب التبانه إزدادت سرعة ابتعادها عنا. وقد قدر هابل أن السرعة تزداد بمعدل يقرب من 16 كيلومتر في الثانية لكل مسافة مليون سنة ضوئية. ثم كشفت أبحاث تالية أن هذة العلاقة بدت صحيحة حتى مسافة تقرب من 100 مليون سنة ضوئية. 

ولكن الأهم من ذلك كله هو أن اكتشاف هذه الحقيقة وهي أن المجرات تتحرك مبتعدة إحداها عن الآخرى بسرعة متزايدة باستمرار يفوق كل اكتشاف فلكي أتي بعد طرح الفلكي البولندي نيكولاس كوبرنيكوس لنظريته بأن الأرض تدور حول الشمس، لأن ثابت هابل يثبت أن الكون كيان ديناميكي وليس مجموعة ساكنة من النجوم كما تصور معظم العلماء من الإيطالي جاليليو حتى آينشتاين. كذلك أدى هذا الاكتشاف إلى ثابت هابل الفلكي الذي هو نسبة سرعة ابتعاد المجرة إلى بعدها عنا، أما أبعاده فهي مقلوب الزمن فمقلوب ثابت هابل هو عمر الكون وهو يقرب بحسب تقدير هابل الأولي من ملياري سنة.
{\displaystyle t_{H}\equiv {1 \over H_{0}}={1 \over 67.8{\textrm {km/(sMpc)}}}=4.55\cdot 10^{17}{\textrm {s}}}
14.4 مليار سنة {\displaystyle t_{H}\equiv {1 \over H_{0}}=}
وفي الثلاثينات تفرغ هابل للعمل على رسم خريطة لتوزيع المجرات في الكون المرصود وبحث ديناميكية دوران المجرات الحلزونية الأذرع ، كما انهمك في جدل محتدم مع عدد من علماء الكونيات النظريين بشأن التفسير المناسب لإنزياح طيف الضوء الوارد من المجرات الهاربة نحو الأحمر إذ أن هابل كان يشعر بأن قياسات هذا الانزياح لم تكن جديرة بالثقة بسبب الإحكام الذي يجب القيام به لمعادلة نقصان طاقة الضوء الوارد من المجرات المرصودة، فهذا النقصان يجعل الضوء أكثر وهنا مما يمكن أن يكون، وبذلك رفض هابل بأن يفسر انزياح طيف الضوء الأحمر بأن يدل على ابتعاد المجرات عنا بسرعة أقل من سرعة الضوء. وفي عام 1936 إستنتج أن المجرات في حقيقة الأمر ساكنة وعندئذ هوجم هذا الإستنتاج من نظريين عديدين مع أن أعمال هابل الرصدية لم تلق اعتراضا.

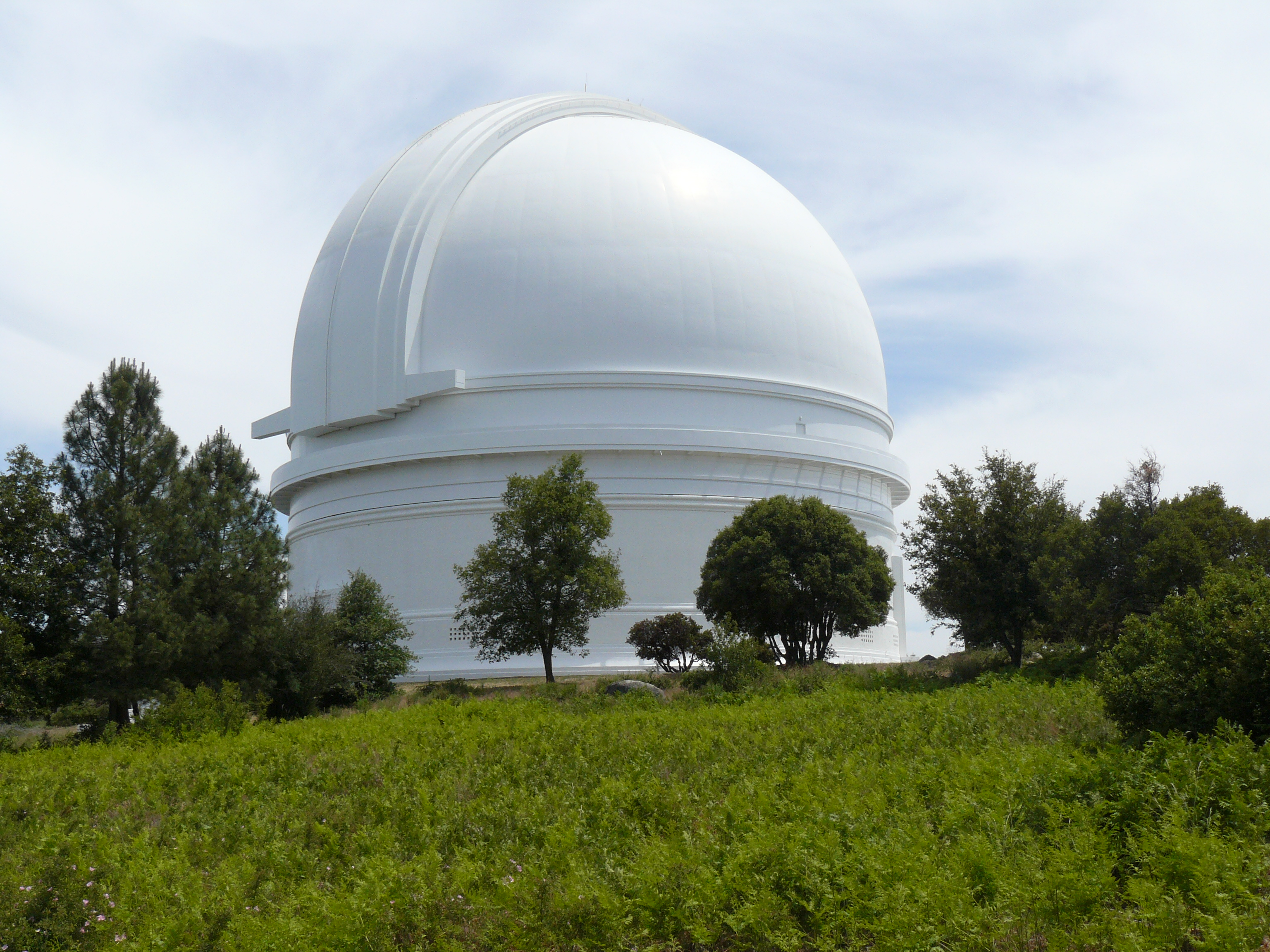
مرصد بالومار وقبة تلسكوب هيل.

## جائزة نوبل
في ذلك الوقت، لم تعترف جائزة نوبل للفيزياء بالاكتشافات الفلكية. وأمضى هابل الكثير من وقته لمحاولة إثبات أن العلوم الفلكية مرتبطة ارتباطا وثيقا بالفيزياء وأنها لا تعتبر علم منفصل بذاته. وبذل الكثير من الجهد ليتم الاعتراف بأحقيه الفلكيين - بما فيهم هو - بنيل جائزة نوبل في الفيزياء. ولكن لم تتوج جهوده في حياته، ولكن بعد وفاته بفترة قصيرة أقرت لجنة جائزة نوبل بأن الفلكيين لهم الحق بالترشح للحصول على الجائزة. ولكن للأسف بأن هذه الجائزة لا تعطى لأحد بعد وفاته.

## صورته على طابع البريد
في 6 مارس لعام 2008، أصدرت إدارة البريد في الولايات المتحدة (USPS) طابع بقيمة 41 سنت تكريما لإدوين هابل على ورقة بعنوان العلماء الأمريكيين ، صممها الفنان فيكتور ستابين. وعلى نفس الطابع توجد صورة كل من عالمة الكيمياء الحيوية جرتي كوري، الكيميائي والفيزيائي لينوس باولنغ، والفيزيائي الوحيد الحاصل على جائزة نوبل في الفيزياء مرتين جون باردين.

## التكريم
تم إطلاق اسم «هابل» على التلسكوب الفضائي الذي وضعته في مداره وكالة ناسا ووكالة الفضاء الأوروبية سنة 1990، ولا يزال هذا المرصد يؤدي الغرض منه حتي الآن، وأتانا بصور للأجسام السماوية في منتهى الدقة تبين تفاصيل لم نكن نعرفها من قبل، وكذلك صور لأعماق الكون يصل بعدها عنا نحو 10 مليارات من السنين الضوئية. وقامت ناسا خلال عام 2009 ببعض التصليحات للمرصد هابل في الفضاء، بحيث يستمر في إجراء عمله لمدة سنوات أخرى.
الجوائز
- جائزة نيوكومب كليفلاند من الرابطة الأمريكية للعلوم المتقدمة (AAAS) في عام 1924 .
- وسام بروس من الجمعية الفلكية في منطقة المحيط الهادئ (ASP) في عام 1938 .
- وسام فرنكلن من معهد فرنكلن في عام 1939 .
- الميدالية الذهبية لجمعية الفلك الملكية في عام 1940 .
- وسام الإستحقاق لمساهماته في علم البالستيات في عام 1946 .

سمى على اسمه
- كويكب هابل 2069 .
- فوهه هابل على سطح القمر.
- مرصد هابل الفضائي.
- القبة الفلكية (البلانتاريوم) في مدرسه إدوارد مورو في بروكلين بنيويورك
- الطريق السريع إدوين هابل في مرشفيلد بولاية ميسوري.
- الميدالية السنوية إدوين هابل التي تقدمها مدينة مرشفيلد بولاية ميسوري.
- مدرسة إدوين هابل في مدينة وارينفيل بمقاطعة دوبيج.

أخرى
- قاعة مشاهير ميسوري في جفرسون سيتي (ميزوري) في عام 2003 .
- وضعت صورته على طابع بريدي بقيمة 41 سنت في عام 2008 تحت اسم العلماء الأمريكيين .

## في الثقافة الشعبية
ذكرت قصة حياة إدوين هابل في مسرحية بعنوان «عيد ميلاد الخلق» كتبها الفيزيائي حسن بادميسي. وحفرت في الأذهان مقوله هابل والتي تقول

«يستطيع أي رجل مسلح بحواسه الخمسة إستكشاف الكون».

## وصلات خارجية
- إدوين هابل على موقع IMDb (الإنجليزية)
- إدوين هابل على موقع الموسوعة البريطانية (الإنجليزية)
- إدوين هابل على موقع إن إن دي بي (الإنجليزية)